# Rise Sogn (Aabenraa Kommune)
 For alternative betydninger, se Rise Sogn. (Se også artikler, som begynder med Rise Sogn)
Rise Sogn er et sogn i Aabenraa Provsti (Haderslev Stift).
Rise Sogn hørte til Rise Herred i Aabenraa Amt. Rise sognekommune blev ved kommunalreformen i 1970 indlemmet i Rødekro Kommune, der ved strukturreformen i 2007 indgik i Aabenraa Kommune.
I Rise Sogn ligger Rise Kirke.
I sognet findes følgende autoriserede stednavne:
- Brunde (bebyggelse, ejerlav)
- Dybvad (bebyggelse)
- Fredenshøj (bebyggelse)
- Lunderup (bebyggelse, ejerlav)
- Lunderup Mark (bebyggelse)
- Mjøls (bebyggelse, ejerlav)
- Mønterhøj (areal)
- Nymølle (bebyggelse)
- Nørre Ønlev (bebyggelse, ejerlav)
- Nørremark (bebyggelse)
- Nørreskov (bebyggelse)
- Rise (ejerlav)
- Rise-Hjarup (bebyggelse, ejerlav)
- Rise-Hjarup Østermark (bebyggelse)
- Rødekro (bebyggelse)
- Søst (bebyggelse, ejerlav)
- Søst Mark (bebyggelse)
- Vestermark (bebyggelse)
- Østermark (bebyggelse)

## Afstemningsresultat
Folkeafstemningen ved Genforeningen i 1920 gav i Rise Sogn 736 stemmer for Danmark, 401 for Tyskland. Af vælgerne var 124 tilrejst fra Danmark, 115 fra Tyskland. 

## Eksterne eksterne henvisninger
- Fil med information om sogne og kommuner
- Autoriserede stednavne i Danmark
- J.P. Trap: Kongeriget Danmark, København 1930: 4. udgave, IX bind, s. 441.

55°03′32″N 9°20′14″Ø / 55.0589°N 9.3372°Ø